# Sam & Max: Situation: Comedy
Sam & Max: Situation: Comedy è il secondo episodio della prima serie di Sam & Max sviluppata dalla Telltale Games e pubblicato da GameTap. 
Nel 2020 è uscita una remastered del titolo, insieme all'intera stagione ad opera di Skunkape Games per Nintendo Switch e PC col nome di Sam & Max Save the World remastered.

## Trama
Sam e Max vengono inviati dal Commissario agli studi televisivi WARP quando la conduttrice di talk show Myra Stump prende in ostaggio i suoi stessi spettatori. Dopo aver aiutato Bosco (in questo episodio travestitosi da distinto inglese) a risolvere il problema causato da una banda di ratti teppisti, i Pellenuda - di cui fa parte anche Jimmy Due-Denti - i quali seminano il panico nel suo negozio, con la schiuma da barba sottratta ai due ratti riescono a superare un provino per diventare attori e avere il permesso della regista di entrare negli studi. Quest'ultima li fa lavorare con Philo Pennyworth (un gallo attore) e Bessie (una mucca) nella sitcom "Midtown Cowboys", in uno dei primi episodi della nuova serie. I due agenti freelance incontrano successivamente, per la prima volta, Hugh Bliss, un sedicente mago dei colori, in grado di fare cose come leggere nel pensiero e cambiare colore. Sam è scettico riguardo alla lettura nel pensiero, invece Max lo idolatra. Come altra dimostrazione della sua magia, il mago cambia colore, diventando verde, e fa una foto con l'eccentrico duo. Dopodiché si candidano per vincere l'impossibile quiz a premi "Chi non sarà mai un Milionario?", con esiti disastrosi. 
Quando aprono la porta dello studio attiguo incontrano Myra Stump in persona, che si rifiuta di lasciarli entrare fin quando non avranno un contratto discografico, una clip di uno spettacolo televisivo di successo, e un giornale che li mostri coinvolti in uno scandalo. Girando per gli studios, raggiungono il set di "Idolo Imbarazzante", un talent show in cui partecipano anche i tre Soda Poppers: Peepers è il concorrente mentre i suoi due fratelli fanno da giudici. Anche Max si unisce alla giuria, ma, poiché Specs ricerca le note alte in una voce cantante e Whizzer vota Peepers solo per motivi di parentela, Sam non riesce a vincere il concorso. Così, presi i fogli con i testi delle canzoni di Peepers e avendoli sostituiti con le domande impossibili di "Chi non sarà mai un Milionario?", lui e Max riescono a vincere un milione di dollari in buoni pasto al quiz (che viene cancellato a causa di una totale bancarotta). Preso parte anche al programma di cucina "Cucinare alla Cieca", in cui preparano una torta immangiabile con gli ingredienti più improbabili, si recano da Bosco. Il negoziante infatti vende loro un "Modulatore Vocale" attivato chimicamente (che si rivela essere solo un palloncino pieno d'elio con un inalatore); oltre a ciò, Sam cosparge la torta di "glassa al ketchup" (Whizzer aveva confidato di odiare i pomodori perché non riesce a digerirli bene). I due si recano poi da Sybil, che ha cambiato lavoro: adesso lavora come scrittrice per un giornale scandalistico, e grazie alla foto scattata con un Hugh Bliss dalla faccia verde, Sam e Max riescono ad apparire anche su un tabloid. 
Tornati sul set di "Idolo Imbarazzante", Sam offre a Whizzer la torta, e quest'ultimo è costretto ad allontanarsi. Grazie al modulatore vocale, Sam è in grado di eseguire una nota abbastanza alta da convincere Specs a votare per lui, vincendo così il concorso. Il cane e il coniglio si ripresentano al cospetto di Myra, che questa volta li accetta come ospiti del suo talk show. Nello studio, scoprono che sulla sua scrivania c'è uno strano orsacchiotto, che probabilmente deve averla ipnotizzata affinché tenesse il suo pubblico in ostaggio. Durante l'intervista, Sam, inalato un po' d'elio dal modulatore, emette una nota abbastanza alta da rompere il bicchiere d'acqua, e quando Myra sposta il microfono per intervistare Bessie la mucca, rimane folgorata finendo K.O., mentre l'orsacchiotto va in corto circuito e si rompe. 
Il caso sembra chiuso, ma la telecamera mostra che chi ha inviato l'ipno-orso a Myra è stata la "Mafia dei Giocattoli". Che sia anch'essa coinvolta nei due casi di ipnosi di massa? 

## Personaggi

### Protagonisti
- Sam - Mente e figura principale della Polizia Freelance. In questo episodio lui e Max devono liberare il pubblico tenuto in ostaggio da Myra Stump. Recita persino nella sitcom "Midtown Cowboys".
- Max - Il miglior amico di Sam, co-star in "Midtown Cowboys" e giudice di "Idolo Imbarazzante".

### Personaggi neutrali
- Il Commissario - Come nell'episodio precedente, telefona a Sam e Max perché si occupino del caso Myra Stump, e non lo si vede mai fisicamente.
- Bosco -  Il paranoico proprietario del negozio 'Bosco's Inconvenience'. In questo episodio si traveste dal distinto signore britannico Lord Reginald Rumplebottom, Conte del Ducato (travestimento che consiste in una bombetta, dei baffi bianchi posticci e un monocolo). Ciò è dovuto, a suo dire, al fatto di voler "mandare fuori strada" i Pellenuda che "ce l'hanno con lui". Vende ai due poliziotti freelance un "modulatore vocale" al prezzo di un milione di dollari.
- Sybil Pandemik - Proprietaria dell'ufficio all'angolo destro della via in cui vivono Sam e Max. Abbandonato il suo vecchio lavoro di psicoterapeuta, adesso fa l'editrice di un tabloid specializzato "nell'attenta analisi di notizie bomba che interessano a lei e a quelli come lei". Pubblicherà la foto di Sam e Max con un "uomo verde" (che poi sarebbe Hugh Bliss che ha cambiato colore).
- La regista - una donna che cura la regia di molti spettacoli diversi tra loro (e pare sia in grado di teletrasportare lei stessa con tutto l'equipaggiamento da uno studio all'altro).
- Philo Pennyworth - Il gallo attore interprete di Mr. Featherly nella sitcom Midtown Cowboys.
- Bessie - una vacca che recita in Midtown Cowboys e partecipa allo show di Myra Stump.
- Hugh Bliss - un sedicente "mago dei colori" che intende diffondere la disciplina della 'prismatologia' per mezzo dei suoi libri dal titolo "Emetica". Conduce il quiz a premi "Chi non sarà mai un Milionario?" ed è in grado di leggere nel pensiero e cambiare colore.
- Soda Poppers - Specs, Peepers e Whizzer. Specs e Whizzer fanno i giudici di "Idolo Imbarazzante" mentre Peepers prende parte come contendente. Specs predilige le note alte per dare un buon voto, mentre Whizzer vota a prescindere per Peepers in quanto suo fratello e unica persona che si ricorda del suo compleanno (con chiara allusione a Specs che aveva dimenticato di fargli auguri).

### Antagonisti
- I Pellenuda - in originale Skinbodies, essi sono dei ratti teppisti che si divertono a creare scompiglio nel negozio di Bosco. Rubano della schiuma da barba ma Sam e Max riescono a recuperarla. Anche Jimmy Due-Denti fa parte di una delle squadracce.
- Myra Stump - antagonista principale dell'episodio. Tiene in ostaggio il suo stesso pubblico e non farà entrare Sam e Max a meno che non dimostrino di esserne degni. Poiché nessuno va via dal suo show e tutti vanno sul suo set, la regista è alquanto in collera con lei.

## Curiosità
- Il titolo rappresenta la parola "sitcom", che è appunto la forma abbreviata di Situation Comedy, un tipo di spettacolo televisivo comico.
- Lo show di Myra in qualche modo ricorda l'Oprah Winfrey Show.
- Secondo i Soda Poppers, questo episodio avviente esattamente un anno prima degli eventi di What's new, Beelzebub?
- La prima volta che si entra nel set, curiosando in giro è possibile notare delle attrezzature sceniche di Barrelhaven. Quest'ultimo è un posto che si trova in uno di giochi della Telltale, dal titolo Bone.